# Chéniers
Chéniers – miejscowość i gmina we Francji, w regionie Nowa Akwitania, w departamencie Creuse.
Według danych na rok 1990 gminę zamieszkiwało 631 osób, a gęstość zaludnienia wynosiła 18 osób/km² (wśród 747 gmin Limousin Chéniers plasuje się na 205. miejscu pod względem liczby ludności, natomiast pod względem powierzchni na miejscu 122.).